# Hugo von Bismarck
Hugo Hermann von Bismarck (* 22. Juli 1814 in Bittkau; † 26. März 1883 in Berlin) war ein preußischer Generalmajor.

## Leben

### Herkunft
Hugo war ein Sohn des preußischen Oberst Ernst von Bismarck (1772–1815) und dessen Ehefrau Sophie Charlotte, geborene von Plotha (1789–1844). Sein Vater war während der Befreiungskriege als Kommandeur des 26. Landwehr-Regiments vor Namur gefallen.

### Militärkarriere
Bismarck besuchte das Joachimsthalsche Gymnasium in Berlin und trat am 2. Juni 1831 als Einjährig-Freiwilliger in das 1. Garde-Regiment zu Fuß der Preußischen Armee ein. Bis Mitte April 1833 avancierte er zum Sekondeleutnant. Drei Jahre später erfolgte seine Versetzung in das 2. Infanterie-Regiment. Nach einer Kommandierung auf ein Jahr zur Garde-Artilleriebrigade stieg Bismarck im Mai 1847 zum Premierleutnant auf. 1848 nahm er an der Niederschlagung der Straßenkämpfe in Berlin und am Feldzug gegen Dänemark teil. Dabei wurde Bismarck im Gefecht bei Schleswig durch einen Schuss durch den Oberschenkel verwundet. Ab April 1849 war er zunächst als Kompanieführer beim II. Bataillon im 2. Landwehr-Regiments in Stralsund kommandiert. Daran schlossen sich Verwendungen in gleicher Funktion beim III. Bataillon im 8. Landwehr-Regiment in Landsberg sowie erneut beim II. Bataillon im 2. Landwehr-Regiment an. Nachdem man ihn Ende Juni 1852 zum Hauptmann befördert hatte, wurde Bismarck am 21. Oktober 1852 zum Chef der 1. Kompanie ernannt. Mit der Beförderung zum Major kam er dann am 14. Juni 1859 in das 14. Infanterie-Regiment und war für die Dauer der Mobilmachung anlässlich des Sardinischen Krieges mit der Führung des I. Bataillons im 14. Landwehr-Regiment in Gnesen beauftragt. Anfang Mai 1860 stieg Bismarck zum etatsmäßigen Stabsoffizier auf, wurde Mitte Mai mit der Führung des Füsilier-Bataillons beauftragt und am 18. Juli 1860 zum Bataillonskommandeur ernannt. Als es 1863 zum Aufstand in Polen kam, war er mit seinen Truppen zur Sicherung Grenze der Provinz Posen eingesetzt.
Am 9. Januar 1864 schied Bismarck aus der Armee aus und trat zur Marine über.  Er wurde zum Kommandeur des Seebataillons ernannt und in dieser Stellung Ende Juni 1864 zum Oberstleutnant befördert. Bei der Mobilmachung anlässlich des Deutschen Krieges trat Bismarck als Kommandeur des 1. Brandenburgischen Landwehr-Regiments Nr. 8 in die Armee zurück und stieg nach dem Friedensschluss Ende September 1866 zum Oberst auf. Als solcher wurde er am 25. September 1866 zum Kommandeur des 3. Magdeburgischen Infanterie-Regiments Nr. 66 ernannt und für sein Wirken in der Truppenführung im August 1869 mit dem Komturkreuz des Albrechts-Ordens ausgezeichnet. Mit Beginn des Krieges gegen Frankreich übertrug man Bismarck für die Dauer des mobilen Verhältnisses das Kommando über die 12. Infanterie-Brigade. Er führt die Brigade bei Vionville, wo er durch einen Schuss in den Unterleib schwer verwundet wurde. Nach seiner Gesundung kehrte er Anfang November 1870 zu seinen Truppen zurück und konnte sich in der Schlacht bei Le Mans besonders bewähren. Ausgezeichnet mit beiden Klassen des Eisernen Kreuzes wurde Bismarck am 18. Januar 1871 zum Generalmajor befördert und am 3. Juni 1871 zum Brigadekommandeur ernannt. Unter Verleihung des Roten Adlerordens II. Klasse mit Eichenlaub nahm er gesundheitsbedingt am 11. Mai 1872 seinen Abschied mit Pension.
Bismarck verstarb unverheiratet.